# Kostel svatého Ondřeje (Ivanovice na Hané)
Římskokatolický farní kostel svatého Ondřeje je kostel, jenž stojí ve městě Ivanovice na Hané poblíž okresního města Vyškov. Objekt s gotickými základy a barokními skulpturami tvoří významnou dominantu centra města. Kostel je kulturní památkou České republiky.

## Historie
První dochovaná písemná zmínka o Ivanovickém kostele je z roku 1234. Tento kostel se ale nedochoval, jelikož podlehl několikrát požárům či jiným pohromám. Do dnešní podoby s boční kaplí a dvěma postranními věžemi byl upraven v rozmezí let 1704 až 1759.